# G'zOne
G'zOne（ジーズワン）は、カシオ計算機およびカシオ日立モバイルコミュニケーションズ→NECカシオモバイルコミュニケーションズ（現・日本電気(NEC)）が2000年から2013年まで開発・製造・発売していた、耐衝撃・防水・防塵（G'zOne TYPE-X以降の機種のみ）性能を特徴とする携帯電話（フィーチャーフォン）、京セラが2021年に製造・発売していたG'zOne TYPE-XXの機種。およびAndroid搭載スマートフォンの各種ブランド、およびカシオ計算機の登録商標である。

## 概要
日本では、auブランドを展開する（旧・IDO／DDIセルラーブランド）KDDI・沖縄セルラー電話連合にて販売されていた。カシオの頑丈な腕時計「G-SHOCK」にちなみ「G-SHOCK携帯」とも呼ばれた。
2000年に最初の端末C303CAが発売された。カシオはこの「G'zOne」シリーズで初めて携帯電話事業に参入した。2001年発売のC452CA以来、約4年間にわたって新機種が発表されていなかったが、2005年にG'zOne TYPE-Rの発売によって復活、その後は再び新機種が継続的に発表されていた。2006年から2013年までアメリカ合衆国でもベライゾン・ワイヤレス向けに端末が提供されていた。また、韓国のLG U+向けにも2機種が発売されていた。
2010年にカシオ日立が日本電気（NEC）の携帯電話事業と合流してNECカシオ名義となってからは、NECブランドにてNTTドコモ（以下ドコモ）向けに「G'zOne」を冠していない事実上の兄弟機種が発売された（N-03CとN-02E）。
また、発売十周年を記念し、ローマ字で10を意味するxを名前にしたG'zOneTYPE-Xが発売された。
2014年、京セラより、開発コンセプトやデザイン形状での事実上の後継となる“TORQUE”が3月にMVNOよりドコモキャリアでTORQUE SKT01(ただし、法人向けのSIMロックフリー端末として発売)が、7月にKDDIと沖縄セルラー電話（両者共にau）よりキャリアモデルとしてTORQUE G01（KYY24）が発売された。奇しくもその後NECカシオがNECの完全子会社に戻される形でカシオは携帯電話事業からの完全撤退に至り、最後にはNECも完全撤退に至った。
2021年にはカシオ協力のもと京セラが開発したG'zOneシリーズ20周年記念特別モデルG'zOne TYPE-XXが発売。

## 端末

### 日本（KDDI・沖縄セルラー電話(旧：IDO・DDIセルラーグループ)）向け端末
- 電気機械器具の外郭による保護等級7級（IPX7 / 旧JIS保護等級7）相当の防水性能と、耐衝撃性能を備える。
- 製品名の括弧内は実際の製造型番となる。

#### カシオ計算機時代
C303CA（CDMA C303CA）
2000年2月17日発売。ストレート式。カメラ無し。初期型モデル。防水、耐衝撃性能が映画のストーリーに合うことから映画『ホワイトアウト』の小道具で使用された。主演の織田裕二のCM効果もあり話題を呼んだ。G'zOneシリーズとしては最初にして最後のIDO・DDIセルラーブランドで発売された機種でもあり、追加新色として発売されたマットグリーンはauブランドとして登場した。
C311CA（CDMA C311CA）
2000年9月21日発売。ストレート式。カメラ無し。
C409CA（CDMA C409CA）
2001年3月14日発売。ストレート式。カメラ無し。初のカラー液晶を搭載。高機能AI辞書変換エンジンを搭載し、連文節漢字変換が可能になった。また、このモデルはG-SHOCKのデザイナーが手がけており、G-SHOCKを彷彿させるデザインとなっておりカラーもMAKKAやMAKKIなどの限定モデルが発売されている。映画『リターナー』の小道具で使用された。
C452CA（CDMA C452CA）
2001年8月8日発売。ストレート式。カメラ無し。それまでの無骨なデザインから路線変更し、女性向けのカジュアルなデザインが特徴である。ezplus（Javaアプリ）対応機。

#### カシオ日立時代（CASIOブランド）
G'zOne TYPE-R （CDMA A5513CA）
2005年7月22日順次発売。シリーズ初の折畳みボディとなって約4年ぶりに復活を遂げたモデルである。
W42CA（CDMA W42CA）
2006年6月29日発売。CDMA 1X WINに対応。シリーズ初の外部メモリ(microSDカード)対応モデル。バッテリー容量を増量し、さらにBluetoothに対応させたヤマト運輸のセールスドライバー向け、および法人向けのE03CA（CDMA E03CA）という姉妹機種がある。
W62CA（CDMA W62CA）
2008年7月19日発売。シリーズ初のKCP+、Bluetooth、ワンセグ、EZ FeliCaを搭載した機種。
CA002（CDMA CA002）
2009年5月29日発売。W62CAの改良型。

#### NECカシオ時代（CASIOブランド）
「⇔（機種）」は似たコンセプトを持つNECブランド・ドコモ向けの端末。事実上の兄弟機種にあたる。
G'zOne TYPE-X（CDMA CAY01） ⇔ N-03C
2010年11月25日順次発売。大容量バッテリー、Wi-Fi WINに対応。G'zOneシリーズ10周年記念端末である。
IS11CA（CDMA CAI11）
2011年7月14日発売。シリーズ初のAndroid OS2.3搭載スマートフォン。おサイフケータイ対応。
G'zOne TYPE-L CAL21（CDMA CAL21） ⇔ MEDIAS U N-02E
2012年11月2日発売。シリーズ初のLTEサービス「au 4G LTE」対応。インカメラ搭載。国内向けG'zOneシリーズの最終機種。

#### 京セラ時代（G'zOneブランド）
G'zOne TYPE-XX（KYY31）
2021年12月10日発売。製造元を京セラに移した。「au 4G LTE」対応で、シリーズ初のVoLTE対応ガラホにしてカシペン初登場。G'zOneシリーズ20周年記念端末である。G'zOne TYPE-Xの後継機種にあたる。デザインを担ったのはカシオの歴代G'zOneのチームである。

#### 一覧
| 機種                     | 発売年 | 通信方式                               | 本体色                                                       | 寸法（幅×高さ×奥行） | 重量 | 連続通話時間 | 連続待受時間             | 画面                                      | カメラ                                    | その他        |
| ------------------------ | ------ | -------------------------------------- | ------------------------------------------------------------ | -------------------- | ---- | ------------ | ------------------------ | ----------------------------------------- | ----------------------------------------- | ------------- |
| C303CA                   | 2000年 | cdmaOne                                | ブラック、マットグリーン                                     | 48mm×131mm×22mm      | 103g | 140分        | 230時間                  | 127×125ドット、モノクロ液晶               | なし                                      |               |
| C311CA                   | 2000年 | cdmaOne                                | ホワイト                                                     | 48mm×131mm×22mm      | 103g | 140分        | 230時間                  | モノクロ2階調液晶                         | なし                                      |               |
| C409CA                   | 2001年 | cdmaOne                                | ブラック、シルバー、MAKKA、MAKKI                             | 50mm×120mm×23mm      | 112g | 150分        | 200時間                  | 120×133ドット、256色カラー液晶            | なし                                      |               |
| C452CA                   | 2001年 | cdmaOne                                | シルバー、ブラック、ホワイト                                 | 47mm×126mm×24mm      | 107g | 150分        | 200時間                  | 120×133ドット、256色カラー液晶            | なし                                      |               |
| G'zOne TYPE-R (A5513CA)  | 2005年 | CDMA 1X                                | グリーンフラッグ、レッドゾーン、ブラックマーク               | 52mm×104mm×28mm      | 143g | 190分        | 270時間                  | QVGAカラー液晶、白黒サブ液晶              | 128万画素CMOS                             |               |
| W42CA                    | 2006年 | CDMA 1X WIN                            | グレイシャーホワイト、ボルケーノオレンジ、マナウスグリーン   | 53mm×117mm×29mm      | 155g | 190分        | 240時間                  | QVGAカラー液晶、白黒サブ液晶あり          | 207万画素CMOS                             |               |
| W62CA                    | 2008年 | CDMA 1X WIN*1                          | スパークリンググリーン、バーンドブラック、フローズンホワイト | 50mm×107mm×19.9mm    | 133g | 260分        | 230時間*2                | ワイドQVGAカラー液晶、白黒サブ画面あり    | 197万画素CMOS                             |               |
| CA002                    | 2009年 | CDMA 1X WIN*1                          | ブレイズレッド、ストーンブラック                             | 50mm×107mm×20mm      | 134g | 260分        | 260時間*2                | ワイドQVGAカラー液晶、白黒サブ画面あり    | 197万画素CMOS                             |               |
| G'zOne TYPE-X (CAY01)    | 2010年 | CDMA 1X WIN*1                          | グリーン、レッド、ブラック                                   | 52mm×125mm×21mm      | 179g | 390分        | 390時間*2 *3             | フルワイドVGAカラー液晶、白黒サブ画面あり | 1295万画素CMOS                            |               |
| IS11CA (CAI11)           | 2011年 | CDMA 1X WIN*1 WIN HIGH SPEED           | カーキ、レッド、ブラック                                     | 66mm×149mm×14.5mm    | 155g | 450分        | 240時間                  | WVGAカラー液晶                            | 808万画素CMOS                             | Android 2.3.3 |
| G'zOne TYPE-L CAL21      | 2012年 | CDMA 1X WIN*1 WIN HIGH SPEED au 4G LTE | レッド、ブラック                                             | 69mm×134mm×14.7mm    | 181g | 630分        | 460時間(3G) 350時間(LTE) | WVGAカラー液晶                            | 808万画素CMOS(メイン) 136万画素CMOS(サブ) | Android 4.0.4 |
| G'zOne TYPE-XX （KYY31） | 2021年 | au 4G LTE au VoLTE                     | リキッドグリーン、ソリッドブラック                           | 55mm×115mm×23mm      | 183g | 610分        | 340時間                  | FWVGAカラー液晶                           | 1,300万画素CMOS                           | Android 10    |

*1： CDMA2000 1x EV-DO Rev.A対応、*2： カロリーカウンターOFF時、*3： Wi-fi機能未使用時

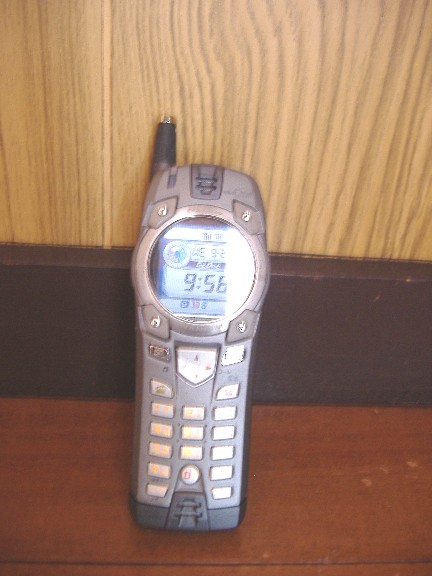
C409CA
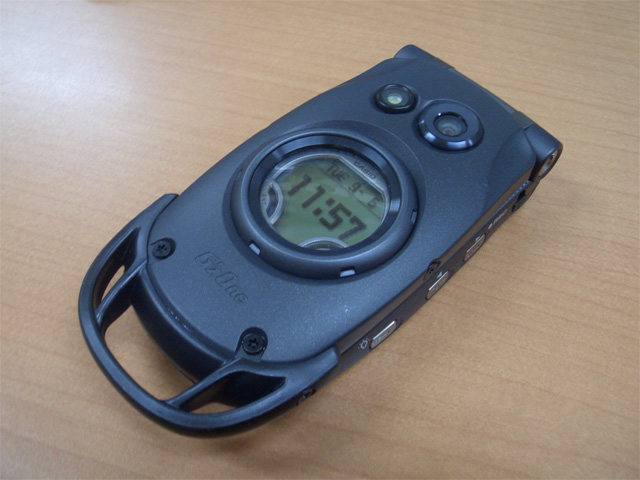
G'zOne TYPE-R
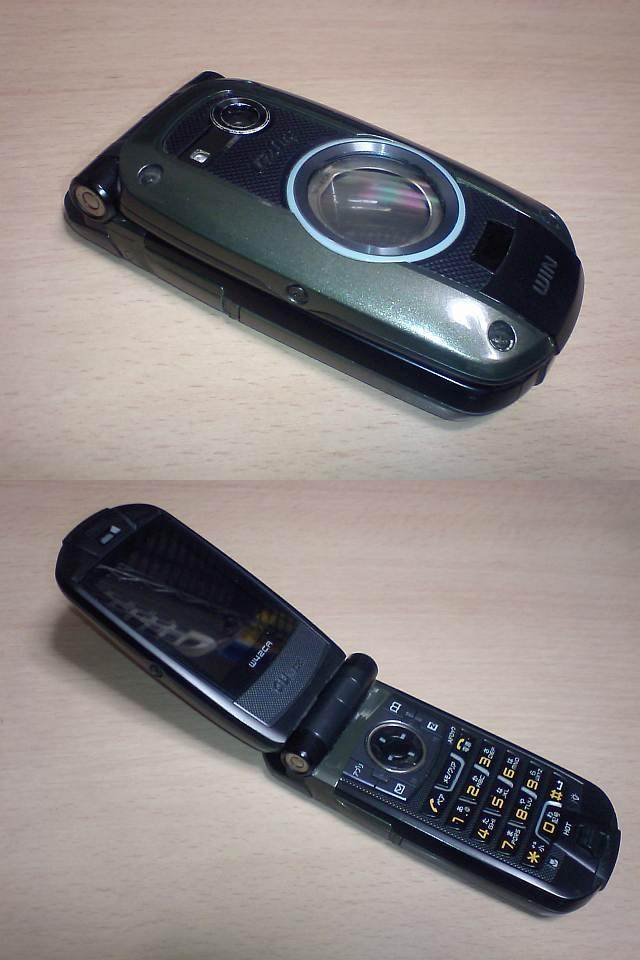
W42CA
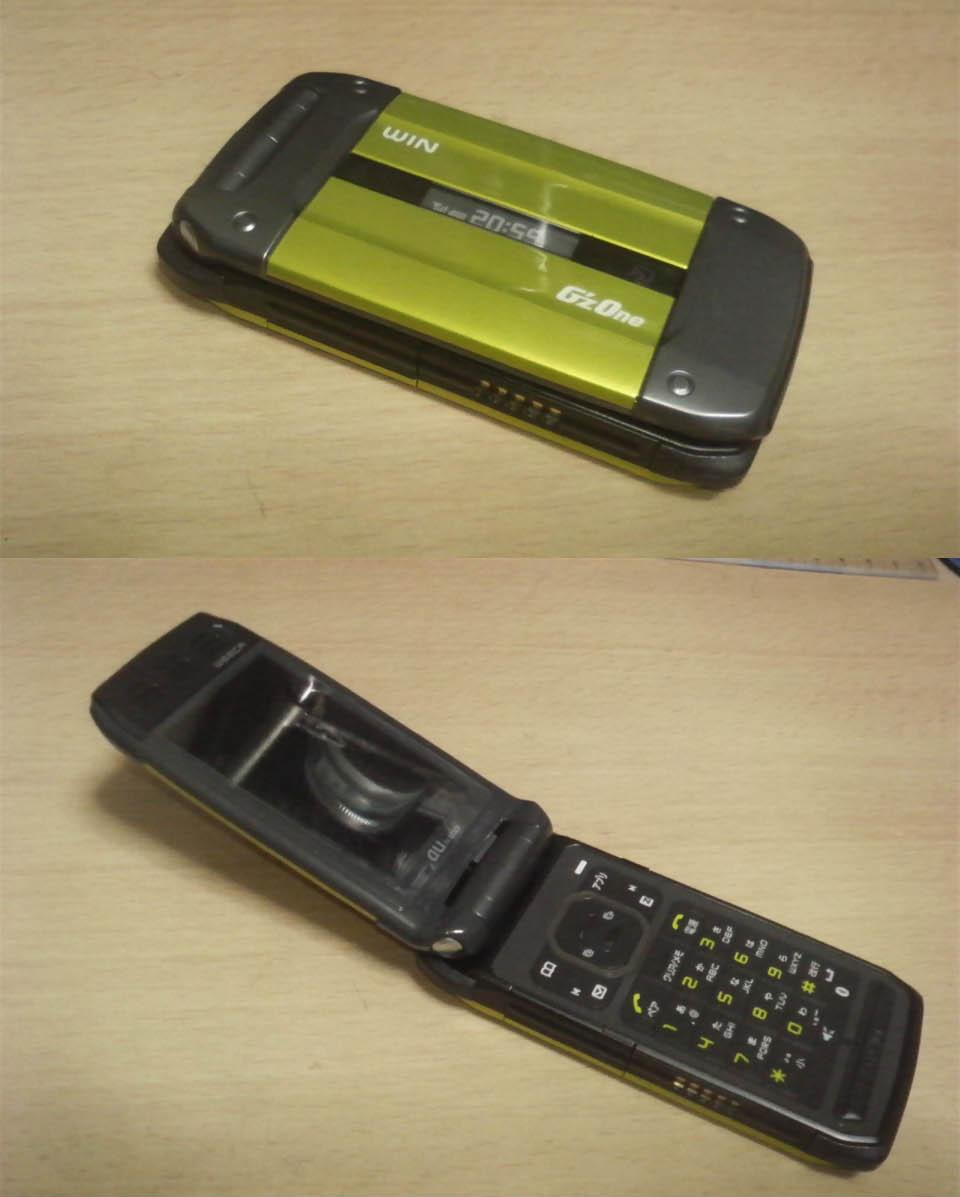
W62CA
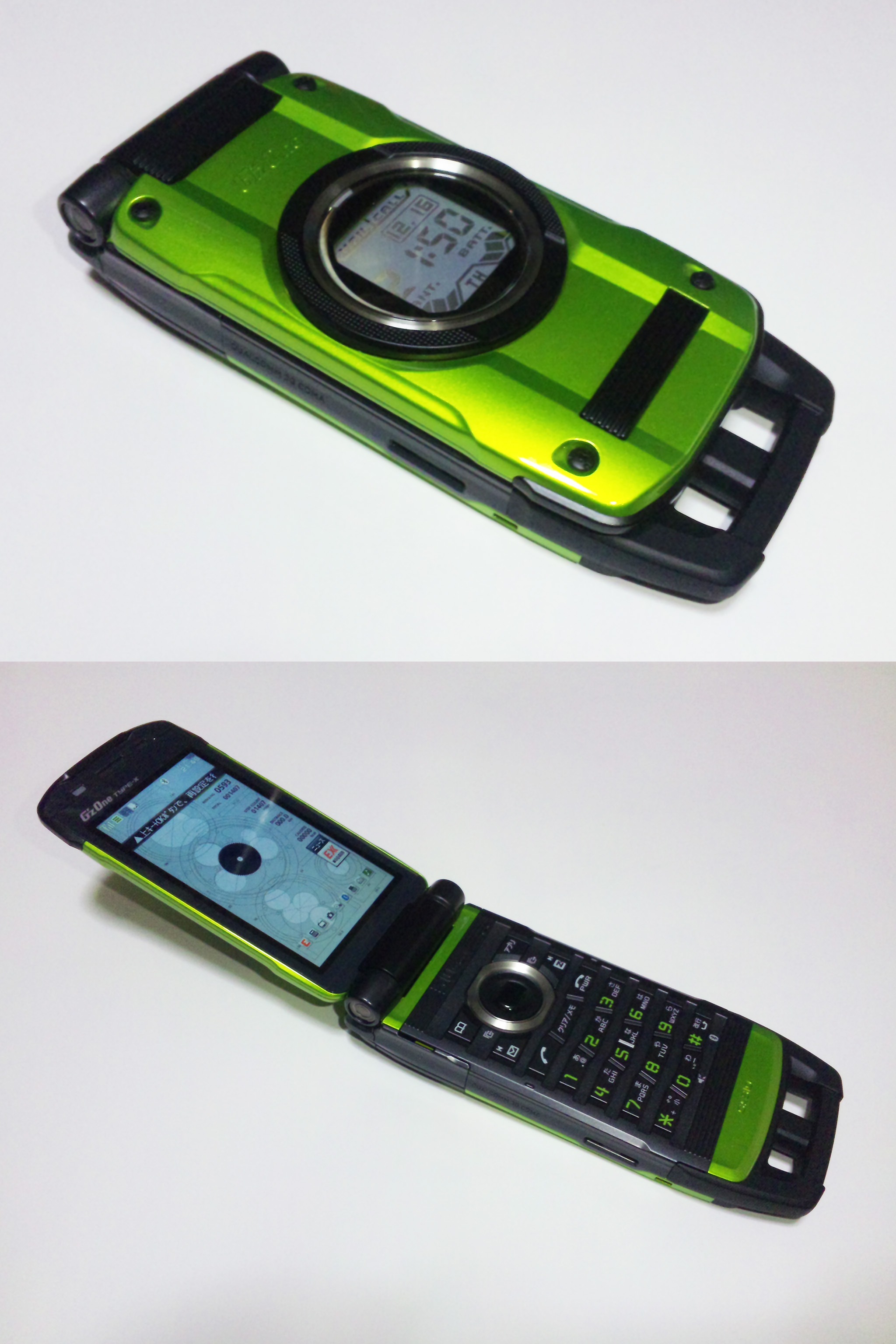
G'zOne TYPE-X
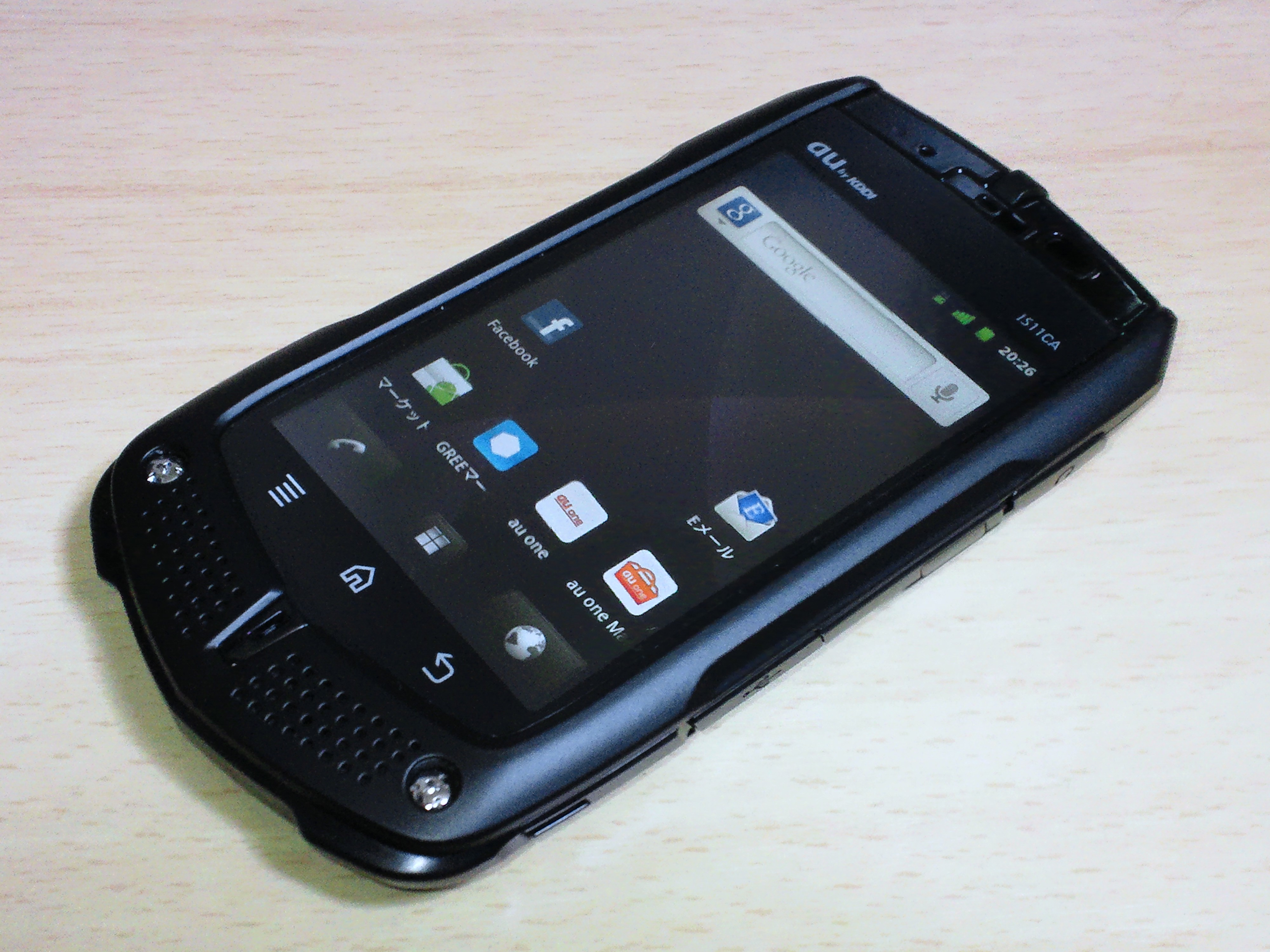
IS11CA
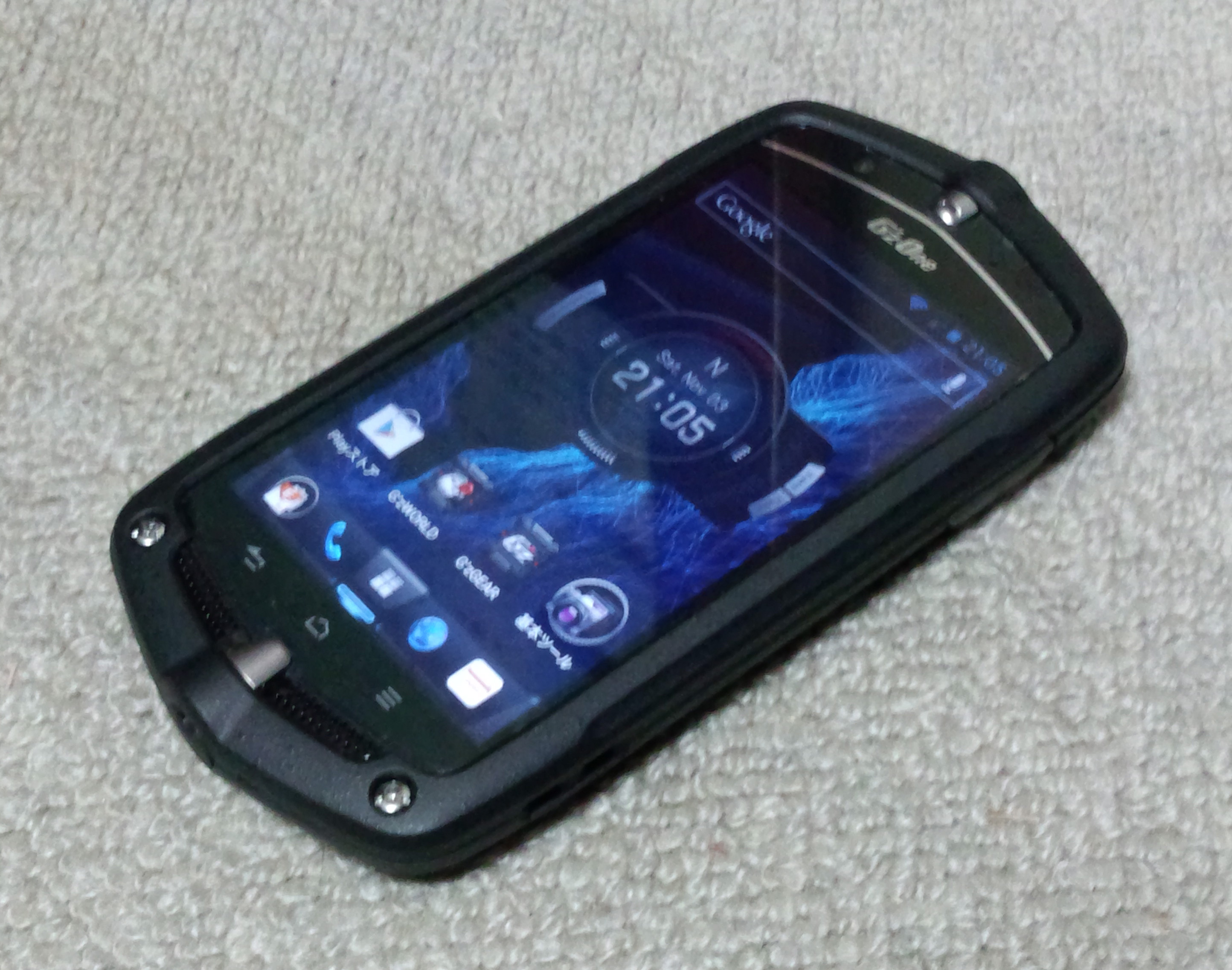
CAL21

### アメリカ（ベライゾン・ワイヤレス）向け端末
電気機械器具の外郭による保護等級 (IPX7) 相当の防水性能と、MIL規格「MIL-STD-810F」準拠の耐衝撃・防塵・防振・耐湿・耐塩害・耐日射性能を備える。
| 機種                   | 発売年 | 外部 メモリ | 寸法              | 重量   | 電池容量         | 通話 時間 | 待受時間 | 画面                                                                          | カメラ     | 備考        |
| ---------------------- | ------ | ----------- | ----------------- | ------ | ---------------- | --------- | -------- | ----------------------------------------------------------------------------- | ---------- | ----------- |
| G'zOne TYPE-V          | 2006年 |             | 104x52x29mm       | 151g   | 1050mAh          | 192分     | 400時間  | メイン：2.2インチカラーTFT液晶(240x320) サブ：1.3インチ白黒STN液晶(100x100)   | 200万 画素 |             |
| G'zOne TYPE-S          | 2007年 |             | 97x50x29mm        | 131g   | 1050mAh          | 203分     | 170時間  | メイン：1.8インチカラーTFT液晶(176x220) サブ：1.2インチ白黒STN液晶(96x96)     | 30万 画素  |             |
| G'zOne BOULDER         | 2008年 | MicroSD     | 100x51.3x23mm     | 110g   | 800mAh +1540mAh  | 207分     | 212時間  | メイン：2インチカラーTFT液晶(240x320) サブ：1.2インチ白黒STN液晶(96x96)       | 130万 画素 |             |
| G'zOne ROCK            | 2009年 | MicroSD     | 104x51x22mm       | 126g   | 1150mAh +1600mAh | 300分     | 630時間  | メイン：2.1インチカラーTFT液晶(240x320) サブ：0.9インチ白黒PM-OLED(96x96)     | 200万 画素 |             |
| G'zOne BRIGADE         | 2010年 | MicroSD     | 112x56x24mm       | 170g   | 1440mAh          | 360分     | 760時間  | メイン：2.9インチカラーTFT液晶(240x400) サブ：1.2インチ白黒PM-OLED(128x96)    | 320万 画素 | QWERTYキー  |
| G'zOne Ravine          | 2010年 | MicroSDHC   | 110.0x52.0x21.3mm | 130g   | 1140mAh +1600mAh | 250分     | 490時間  | メイン：2.2インチカラーTFT液晶(240x320) サブ：1.35インチ白黒メモリ液晶(96x96) | 320万 画素 |             |
| G'zOne COMMANDO        | 2011年 | MicroSDHC   | 129x65.6x15.3mm   | 154.6g | 1460mAh          | 450分     | 270時間  | メイン：3.6インチカラーTFT液晶(480x800)                                       | 500万 画素 | Android 2.2 |
| G'zOne Ravine2         | 2011年 | MicroSDHC   | 110.0x50.6x21.1mm | 137g   | 1150mAh          | 278分     | 510時間  | メイン：2.2インチカラーTFT液晶(240x320) サブ：1.38インチカラーSTN(128x128)    | 320万 画素 |             |
| G'zOne COMMANDO 4G LTE | 2013年 | MicroSDHC   | 129.8x68.1x13.7mm | 174.8g | 1800mAh          |           |          | メイン：4.0インチカラーTFT液晶(480x800)                                       | 810万 画素 | Android 4.0 |

### 韓国（LG U+）向け端末
canU 502S
2005年12月発売。G'zOne TYPE-Rがベース。
G'zOne CA-201L
2013年3月18日発売。CAL21がベースとなっているが外観が若干異なっており、Felicaの代わりにNFCが搭載されている。また、ROMの容量もCAL21の8GBから16GBへと増量されている。